# Samuel Abraham Marx
 (mars 2018).
Si vous disposez d'ouvrages ou d'articles de référence ou si vous connaissez des sites web de qualité traitant du thème abordé ici, merci de compléter l'article en donnant les références utiles à sa vérifiabilité et en les liant à la section « Notes et références ».
Pour les articles homonymes, voir Marx.
Samuel Abraham Marx (27 août 1885 - janvier 1964) est un architecte, designer et décorateur d'intérieur américain. Il fut notamment influencé par Frank Lloyd Wright.
La galeriste Liz O'Brien lui a consacré un livre, Ultramodern : Samuel Marx, Architect, Designer, Art Collector (Pointed Leaf Press).